# در انتظار معجزه
در انتظار معجزه، فیلمی به کارگردانی رسول صدرعاملی محصول سال ۱۳۸۸ است.

## خلاصه داستان
فیلم دربارهٔ امیر و مهرانه زن و شوهری است که چشم دیدن یکدیگر را ندارند. ازدواج سه سال پیش آنها اشتباه بوده و زندگی جهنمی آنها امان شان را بریده اما ناگزیرند یک شبانه روز یکدیگر را تحمل کنند.

## بازیگران
- حمید فرخ‌نژاد
- پریوش نظریه
- مهتاب گیتی‌فروز
- بیتا فرهی